# سد سيدي سعد
سد سيدي سعد ويسمى أيضا سد بورقيبة، أنشئ عام 1981 بوسط البلاد التونسية بين منطقتي نصر الله وحاجب العيون من ولاية القيروان.
- كان الهدف الأساسي من إنشائه حماية المنطقة من الفيضانات التي كانت تتسبب فيها أودية زرود ومرق الليل ونبهانة.
- تبلغ طاقة تخزين سد سيدي سعد 200 مليون متر مكعب من المياه. تستغل في مجالين:
  - الأول: الفلاحة السقوية، حيث أضيفت بفضل هذا السد مساحات شاسعة إلى المجال السقوي.
  - الثاني: تربية الأسماك منذ عام 1994، حيث بدأ استغلال بحيرة سد سيدي سعد لتربية الأسماك مثل البوري والحنكليس والكارب والسمكة القط، ويبلغ الإنتاج السنوي حوالي 90 طنا يتم ترويجها في أسواق مدينة صفاقس وتونس.

## صور

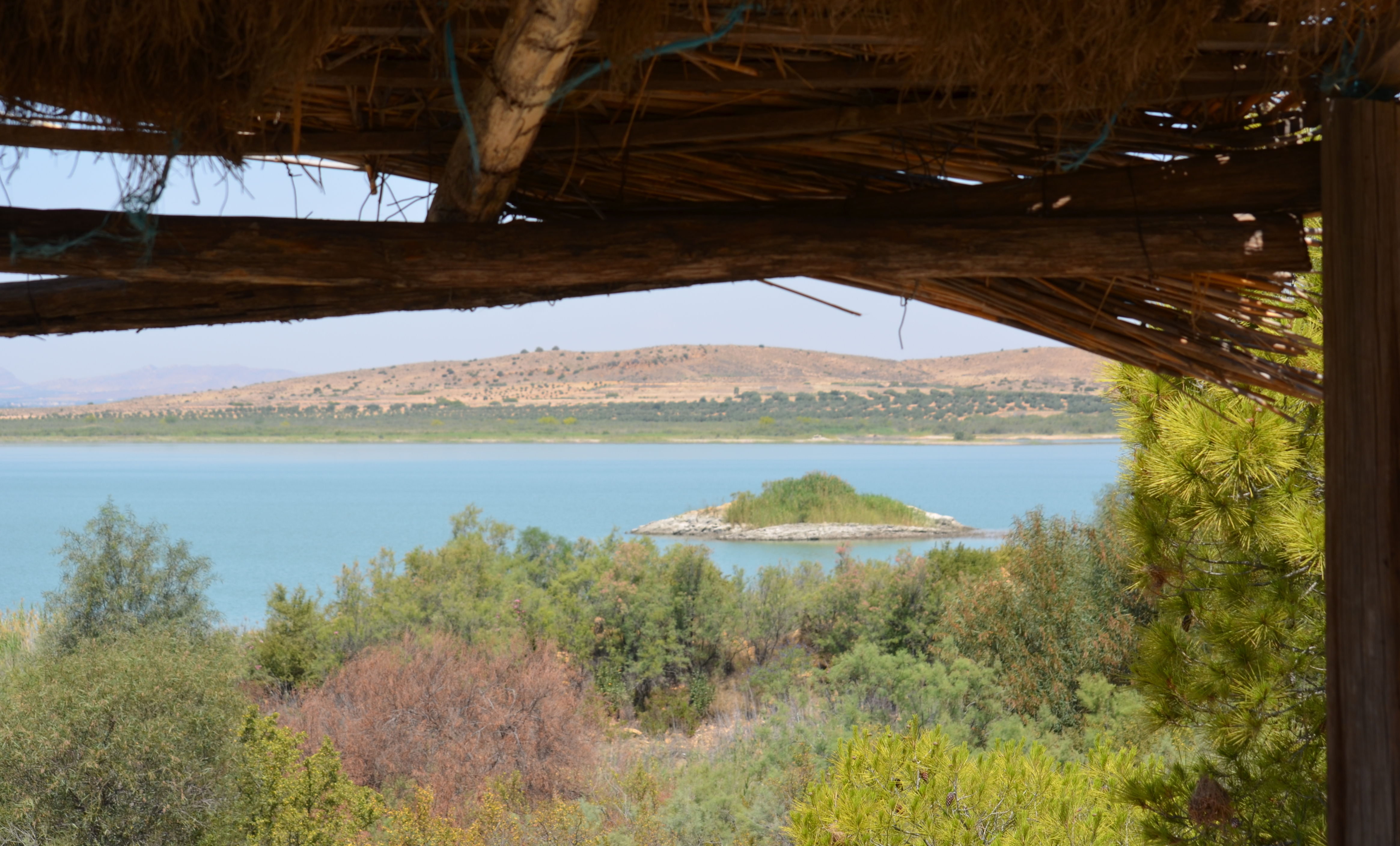

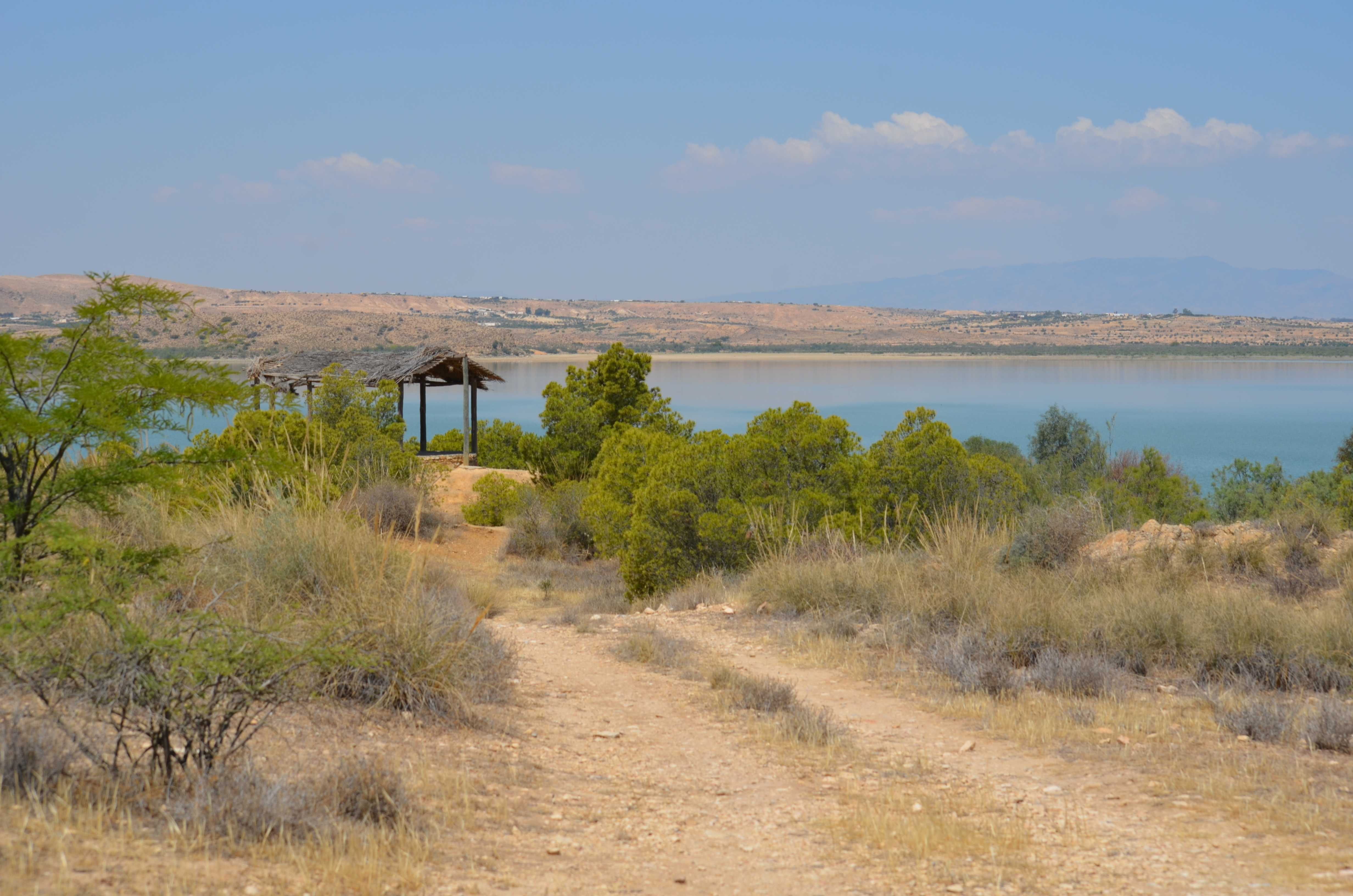